# إليعازر سوريا
إليعازر سوريا (بالإسبانية: Eleazar Soria Ibarra)‏ هو مدرب كرة قدم ولاعب كرة قدم ومحامي بيروفي في مركز الدفاع، ولد في 11 يناير 1948 في ليما في بيرو. شارك مع منتخب بيرو لكرة القدم. أما مع النوادي، فقد لعب مع إنديبندينتي ونادي سبورتينغ كريستال ونادي يونيفرسيتاريو.

## وصلات خارجية
- إليعازر سوريا على موقع الاتحاد الدولي (مؤرشف)  (الإنجليزية)
- إليعازر سوريا على موقع قاعدة بيانات كرة القدم.إي يو (الإنجليزية)
- إليعازر سوريا على موقع ناشيونال فوتبول تيمز (الإنجليزية)
- إليعازر سوريا على موقع عالم كرة القدم.نت (الإنجليزية)